# Geografija Tanzanije
Tanzanija obsega številna jezera, narodne parke in najvišjo točko Afrike, goro Kilimandžaro (5895 m). Severovzhodna Tanzanija je gorata, osrednje območje pa je del velike planote, pokrite s travniki. Država vsebuje tudi južni del Viktorijinega jezera na severni meji z Ugando in Kenijo.
Upravno je Tanzanija razdeljena na 30 regij , od tega petindvajset na celini, tri na Unguji (neuradno znan kot otok Zanzibar) in dve na otoku Pemba.

## Fizična geografija
Severovzhodna Tanzanija ima gorat teren in vključuje goro  Meru, aktivni vulkan, goro Kilimandžaro, mirujoči vulkan ter gorovja Usambara in Pare. Kilimandžaro vsako leto privabi na tisoče turistov. Zahodno od teh gora je Gregory Rift (tudi Velika riftna dolina, Kenija), ki je vzhodni krak Velikega tektonskega jarka. Na dnu jarka so številna velika slana jezera, vključno z jezero Natron na severu, jezero Manyara na jugu in jezero Eyasi na jugozahodu. Tektonski jarek zajema tudi kratersko višavje, ki vključuje zavarovano območje Ngorongoro in krater Ngorongoro. Tik južno od jezera Natron je Ol Doinyo Lengai z višino 3188 m, edini aktivni vulkan na svetu, ki proizvaja natrokarbonatitno lavo. Zahodno od kraterskega višavja leži narodni park Serengeti, ki je znan po svojih levih, leopardih, slonih, nosorogih in bivolih ter letni migraciji milijonov gnujev. Tik jugovzhodno od parka je soteska Olduvai, kjer so našli veliko najstarejših fosilov in artefaktov hominidov.
Bolj severozahodno je Viktorijino jezero na meji Kenija-Uganda-Tanzanija. To je največje jezero v Afriki po površini in se tradicionalno imenuje izvir reke Nil. Jugozahodno od tega, ki ločuje Tanzanijo od Demokratične republike Kongo, je Tanganjiško jezero. To jezero je ocenjeno kot drugo najgloblje jezero na svetu za Bajkalskim jezerom v Sibiriji. Zahodni del države med Viktorijinim jezerom, Tanganjiko in Malavijem sestavljajo ravne površine, ki jih je Svetovni sklad za divje živali kategoriziral kot del ekoregije Osrednji zambeški miombo gozdovi. Tik gorvodno od slapov Kalambo je eno najpomembnejših arheoloških najdišč v Afriki. Južno višavje Tanzanije je v jugozahodnem delu države, okoli severnega konca  Malavijskega jezera. Mbeya je največje mesto v južnem višavju.
Središče Tanzanije je velika planota, ki je del vzhodnoafriške planote. Južna polovica te planote je travinje znotraj ekoregije vzhodni miombo gozdovi, katere večino pokriva ogromen narodni park Selous. Severneje je planota obdelovalna in vključuje glavno mesto države Dodoma.
Vzhodna obala vsebuje največje tanzanijsko mesto in nekdanjo prestolnico Dar es Salaam. Severno od tega mesta leži Zanzibarski arhipelag, polavtonomno ozemlje Tanzanije, ki slovi po svojih začimbah. Obala je dom območij vzhodnoafriških mangrov, mangrovih močvirij, ki so pomemben habitat za prostoživeče živali na kopnem in v vodi. Nedavna globalna analiza daljinskega zaznavanja je pokazala, da je v Tanzaniji 1256 km² plimskih ravnin, zaradi česar je ta država na 26. mestu glede na območje plimovanja.

### Vode
Vzhodno in osrednjo Tanzanijo odmakajo reke, ki se izlivajo v Indijski ocean. Glavne reke so od severa proti jugu so Pangani, Wami, Ruvu, Rufiji, Matandu, Mbwemkuru in reka Ruvuma, ki tvori južno mejo z Mozambikom.
Večina severne Tanzanije se izliva v Viktorijino jezero, ki se izliva v reko Nil.
Zahodni del Tanzanije je v povodju Tanganjiškega jezera, ki se izliva v reko Kongo. Reka Malagarasi je največji pritok Tanganjiškega jezera.
Del jugozahodne Tanzanije se izliva v Malavijsko jezero, ki se na jugu izliva v reko Zambezi.
Območje južnovzhodnega tektonskega jarka v severno-osrednji Tanzaniji je sestavljeno iz več endoreičnih kotlin, ki nimajo iztoka in se izlivajo v slana in / ali alkalna jezera. Jezero Rukwa v zahodni osrednji Tanzaniji je še ena endoreična kotlina.

## Podnebje
Tanzanija ima pretežno tropsko podnebje, vendar ima regionalne razlike zaradi topografije. V visokogorju se temperature gibljejo med 10 in 20 °C v hladnih in vročih sezonah, najdemo pa tudi subtropsko visokogorsko podnebje. V preostalem delu države se temperature redko spustijo pod 20 °C. Najbolj vroče obdobje se razteza med novembrom in februarjem (25–31 °C), medtem ko je najhladnejše obdobje med majem in avgustom (15–20 °C).
Sezonske padavine poganja predvsem migracija intertropskega konvergenčnega območja. Od oktobra do decembra se preseli proti jugu skozi Tanzanijo, januarja in februarja doseže jug države, marca, aprila in maja pa se vrne proti severu. To povzroči, da na severu in vzhodu Tanzanije doživita dve različni vlažni obdobji – kratko deževje (ali Vuli) od oktobra do decembra in dolgo deževje (ali Masika) od marca do maja - medtem ko južna, zahodna in osrednji deli države doživljajo eno mokro sezono, ki se nadaljuje od oktobra do aprila ali maja. Nekatera notranja območja Tanaznie imajo vroče polsušno podnebje.
Po vsej Tanzaniji se dolgotrajno deževje v povprečju začne 25. marca, prenehanje pa povprečno 21. maja. Južni Atlantski ocean, ki je toplejši od običajnega, skupaj s hladnejšim od običajnega vzhodnega Indijskega oceana pogosto povzroči zamudo začetka.

### Podnebne spremembe
Podnebne spremembe v Tanzaniji povzročajo naraščajoče temperature z večjo verjetnostjo intenzivnih padavin (ki imajo za posledico poplave) in sušnih obdobij (ki povzročajo sušo. Podnebne spremembe že vplivajo na sektorje v Tanzaniji, kot so kmetijstvo, vodni viri, zdravje in energija. Dvig morske gladine in spremembe v kakovosti vode naj bi vplivali na ribištvo in ribogojstvo.
Tanzanija je leta 2007 pripravila nacionalne akcijske programe prilagajanja (NAPA) v skladu z Okvirno konvencijo Združenih narodov o podnebnih spremembah. Leta 2012 je Tanzanija pripravila nacionalno strategijo za podnebne spremembe kot odgovor na naraščajočo zaskrbljenost zaradi negativnih vplivov podnebnih sprememb in podnebne spremenljivosti na družbeno, gospodarsko in fizično okolje države.

## Statistika
Lokacija: Vzhodna Afrika; meji na Indijski ocean, med Kenijo in Mozambikom.
Geografske koordinate: 6°00′S 35°00′E / 6.000°S 35.000°E
Celina: Afrika
Območje:

opomba: vključuje otoke Mafia, Pemba in Unguja
- skupaj: 947.300 km²
- kopno: 885.800 km²
- voda: 61.500 km²

Meje kopnega:
- skupaj: 3861 km
- mejne države: Burundi 451 km, Kenija 769 km, Malavi 475 km, Mozambik 756 km, Ruanda 217 km, Uganda 396 km, Zambija 338 km, Demokratična republika Kongo 459 km

Obala: 1424 km
Pomorske zahteve:
- izključna ekonomska cona: 241.888 km² in 370,4 km (200 nmi)
- teritorialno morje: 22.2 km (12 nmi)

Teren:' ravnine ob obali; osrednja planota; visokogorje na severu, jugu
Skrajnosti višine:
- najnižja točka: Indijski ocean 0 m
- najvišja točka: gora Kilimandžaro 5895 m

Naravni viri:
hidroenergija, kositer, fosfati, železova ruda, premog, diamanti, dragulji, zlato, zemeljski plin, nikelj
Raba zemljišč:
- orna zemlja: 12,25 %
- trajni nasadi: 1,79 %
- drugo: 85,96 % (2011)

Namakana zemlja: 1843 km2 (2003)
Skupni obnovljivi vodni viri: 96,27 km³ (2011)
Naravne nevarnosti:
- poplave na osrednji planoti v deževnem obdobju; suša
- vulkanizem: omejena aktivnost vulkana; Ol Doinyo Lengai (nadmorska višina 2962 m) je v zadnjih letih oddajala lavo; druga zgodovinsko aktivna vulkana sta Kieyo in Meru

Okolje – aktualne težave:
degradacija tal; krčenje gozdov; dezertifikacija; uničenje koralnega grebena ogroža morske habitate; nedavne suše so prizadele obrobno kmetijstvo; divje živali, ki jih ogrožata krivolov in trgovina, zlasti za slonovino
Okolje – mednarodni sporazumi:
- stranka:
  - Biološka raznovrstnost
  - Okvirna konvencija Združenih narodov o podnebnih spremembah
  - Kjotski protokol k Okvirni konvenciji Združenih narodov o podnebnih spremembah
  -  Konvencija Združenih narodov za boj proti dezertifikaciji v tistih državah, ki se soočajo z resno sušo in/ali dezertifikacijo, zlasti v Afriki
  - Washingtonski sporazum o zaščiti vrst CITES - Konvencija o mednarodni trgovini z ogroženimi živalskimi in rastlinskimi vrstami
  - Baselska konvencija o nadzoru čezmejnih premikov nevarnih odpadkov in njihovega odstranjevanja
  - Konvencija Združenih narodov o pomorskem pravu
  - Dunajska konvencija o varstvu ozonske plasti
  - Ramsarska konvencija o mokriščih mednarodnega pomena, zlasti kot habitatu vodnih ptic

## Posebne geografske regije
- Zavarovano območje zaliva Menai
- gora Kilimandžaro
- gora Meru
- Soteska Olduvai
- Dolina Umba

## Ekstremne točke
To je seznam skrajnih točk Tanzanije, točk, ki so najbolj na severu, jugu, vzhodu ali zahodu kot katera koli druga lokacija.
- Najsevernejša točka – neimenovana točka na meji z Ugando v reki Kagera neposredno vzhodno od ugandskega mesta Kikagati, regija Kagera
- Najbolj vzhodna točka - Mnazi, regija Mtwara
- najbolj vzhodna točka (celina) - neimenovani rt neposredno vzhodno od mesta Mwambo, regija Mtwara
- Najjužnejša točka - neimenovana lokacija na meji z Mozambikom v reki Ruvuma, regija Ruvuma
- Najbolj zahodna točka - neimenovani rt neposredno zahodno od Ujijija, regija Kigoma